# Coffee House del Quirinale
La Coffee House del Quirinale, detta inizialmente Caffehaus, è un edificio realizzato da Ferdinando Fuga all'interno dei giardini del Palazzo del Quirinale.

## Storia
Il papa Benedetto XIV chiese all'architetto Ferdinando Fuga di progettare e realizzare un'elegante e confortevole Coffee House in un punto panoramico del giardino, con due salette - unite da un breve loggiato - disposte in modo tale che le finestre si aprissero sui quattro lati alle fresche brezze estive. La Coffee House al Quirinale, creata su modello di Coffee House realizzate nel Settecento nei palazzi reali a principeschi, era un luogo di riposo per il pontefice e fu utilizzata soprattutto nei giorni più torridi, ma i caminetti permettevano di prolungarne l'utilizzo anche nella stagione invernale. In questo padiglione nel verde si poteva godere del giardino, anche durante udienze private. La  Coffee House fu realizzata tra il 1741 e il 1744, ed era conosciuta anche con il nome di Ritiro.

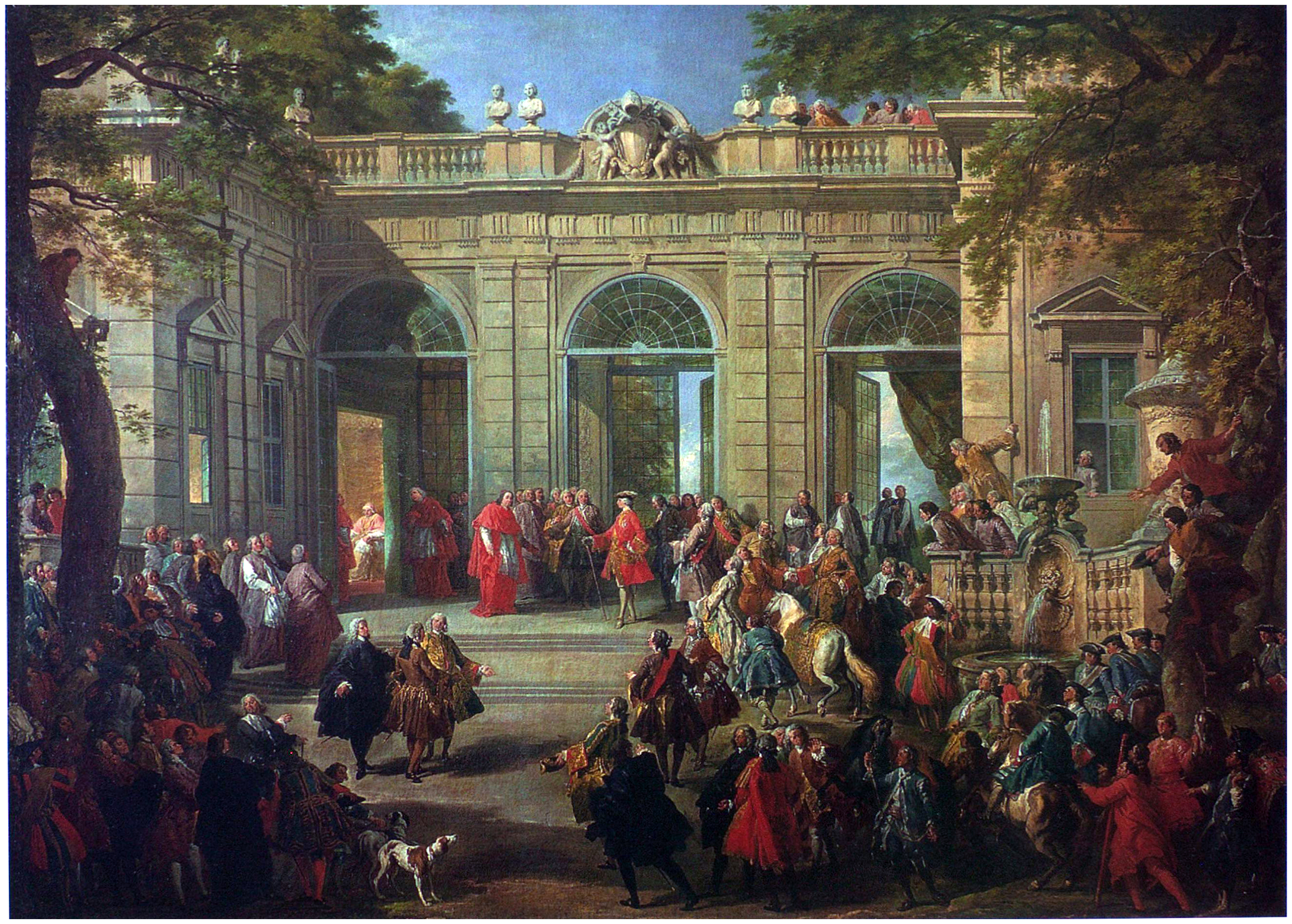
Giovanni Paolo Panini, Carlo di Borbone visita il papa Benedetto XIV nella coffee-house del Quirinale (1746)

Papa Benedetto XIV passava più tempo al Quirinale che in Vaticano. Gustava le dotte conversazioni, anche condite con un pizzico d'ironia. Avrebbe detto a Fuga: «Non abbiamo motivo di gloriarci troppo di quest'opera; potrebbe credere taluno che noi siamo impresari di teatro giacché essa sembra essere una sala da ballo».
Nella Coffee House, il 3 novembre 1744, Benedetto XIV ricevette Carlo di Borbone, re delle Due Sicilie, per solennizzare la battaglia di Velletri del 12 agosto 1744 contro gli Austriaci che, durante la guerra di successione austriaca, erano penetrati nel Lazio. L'evento è stato raffigurato da Giovanni Paolo Panini, nel dipinto Carlo di Borbone visita il papa Benedetto XIV nella coffee-house del Quirinale, esposto nel Museo nazionale di Capodimonte, a Napoli.
I successori del papa poco si curarono della Coffee House, che cadde in disuso come luogo di ritiro. Nel 1870, prima che arrivassero le truppe italiane, il Palazzo del Quirinale fu svuotato degli arredi e fu lasciato sul posto quello che era troppo ingombrante da prelevare. Nessuno ricordò le pitture della Coffee House o, più semplicemente, al quel tempo si dava scarso valore alla pittura del Settecento. Nell'inventario, redatto a partire dal 9 novembre 1870, la biffa che serrava il piccolo edificio del Fuga risultò intatta e nel casino a uso di caffè, detto svizzero risultarono tubi di latta per innaffiare il giardino.

## Descrizione

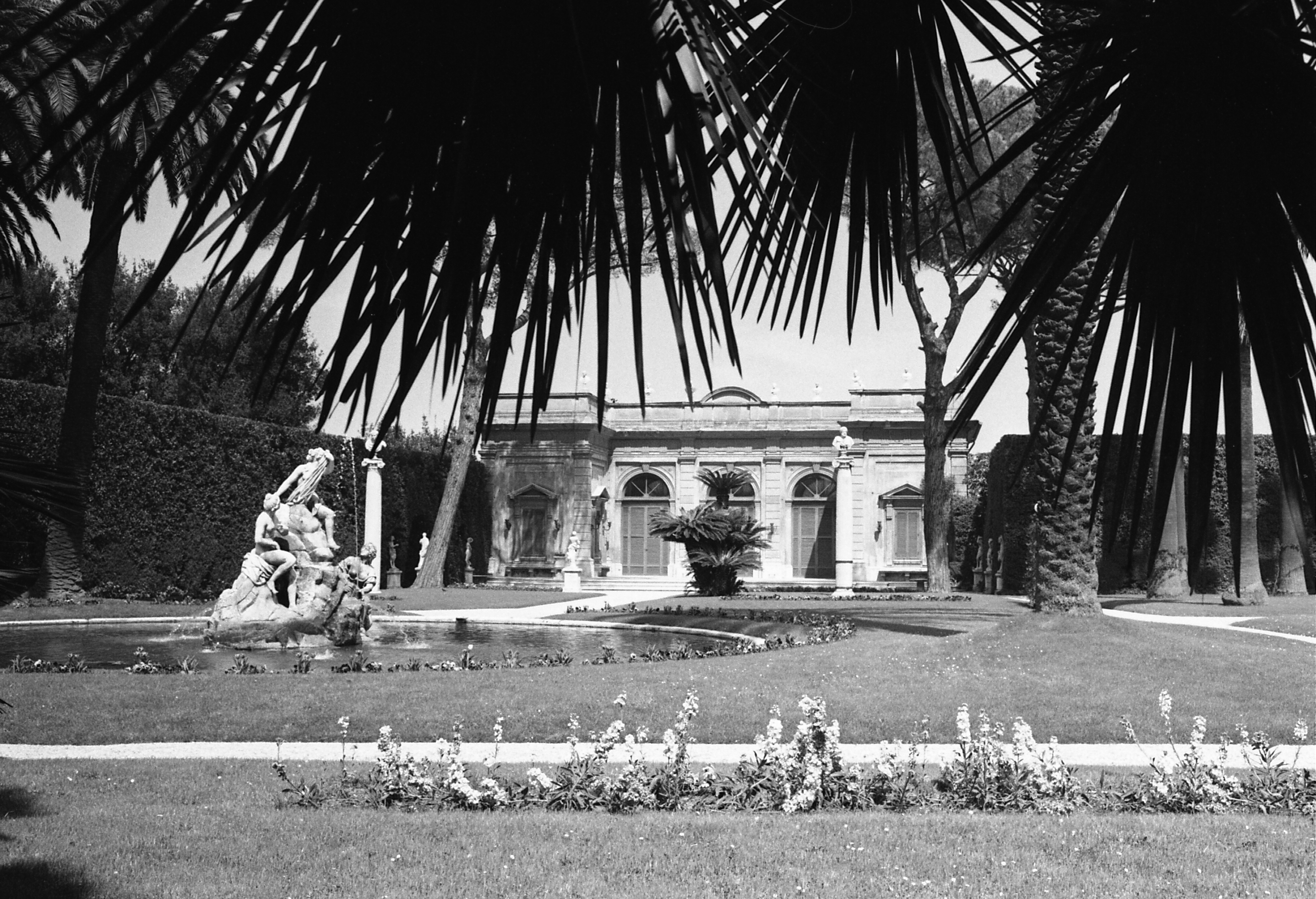
I giardini e la coffee house in una foto di Paolo Monti (1962)

Tre gradini danno accesso a un'ampia terrazza - davanti alla facciata - pavimentata di peperino bianco e rosa, tagliato a rombi. Il piccolo edificio è costituito da un portico centrale a tre arcate, aperto sui due fronti, che dà accesso alle due ali laterali che contengono le salette. In origine le vetrate esistevano solo sul lato nord del porticato (quelle sul lato sud furono aggiunte in un secondo tempo) e le arcate verso il giardino erano protette da arazzi. La facciata termina con un fregio dorico e con una balaustra, su cui sono dodici busti in marmo bianco di personaggi togati. Sul prospetto verso nord, affacciato sulla città, una nicchia accoglie il busto del papa.
La saletta di destra ha la volta decorata con eleganti stucchi, dorati a oro zecchino, che racchiudono quattro tele ovali con gli evangelisti, eseguite nel 1742 da Pompeo Batoni. Al centro della volta la tela con la Consegna delle chiavi fu eseguita dallo stesso Pompeo Batoni. Alle pareti due grandi tele sopra i caminetti - La Cananea ai piedi di Gesù e Il Buon Samaritano - dipinte da Jan Frans van Bloemen, detto l'Orizzonte, che fu aiutato per le figure da Placido Costanzi.
La saletta di sinistra è decorata da elementi in stucco dorato che incorniciano i dipinti su tela di Agostino Masucci Cristo che raccomanda a Pietro il suo gregge, al centro della volta, e i Quattro profeti. Due grandi tele alle pareti di Giovanni Paolo Panini, rappresentano Piazza del Quirinale (1733) e Piazza Santa Maria Maggiore (1742), sotto un trionfo di nuvole.
Alle pareti delle due salette le vetrine accolgono oggi porcellane settecentesche, decorate con fiori e uccelli, che fanno parte delle collezioni della Vasella antica del Quirinale. Gli arredi odierni sono costituiti da poltroncine e da tavolini moderni in midollino.
Ferdinando Fuga ha anche realizzato la palazzina del Segretario della Cifra che chiude la Manica Lunga del palazzo del Quirinale.